# Свирка
Свирката е музикален инструмент, който произвежда звук чрез протичащ през него газ, най-често въздух. Тя може да работи с уста или да се захранва от въздушно налягане, пара или други средства. Свирките варират по размер от малка свирка или тип флейта до голям църковен орган.
| Полицейска свирка |  | Върбова свирка |
| Полицейска свирка |  | Върбова свирка |

Свирките съществуват от древни времена, откакто първите хора са изваяли такава от клон и открили, че могат да направят звук с нея. В Древен Египет като свирки са били използвани малки раковини. Много от днешните духови инструменти са наследници на тези ранни свирки. С повишаването на механичната сила са разработени и други форми на свирки.
Една характеристика на свирката е, че тя създава чист или почти чист тон. Превръщането на енергията на потока въздух в звук идва от взаимодействие между твърд материал и флуиден поток. В зависимост от геометрията има два основни вида свирки: тези, които генерират звук чрез колебания на течния масов поток, и тези, които генерират звук чрез колебания на силата, приложена към заобикалящата среда.
Върбовата свирка е популярна детска играчка от миналото, като може бъде употребена в съвремието като част от уменията за оцеляване сред природата. В кората на върбово клонче се срязва V-образен процеп, след това прорязаната кора се начуква, за да се отдели (това е възможно пролетта, когато има дървесни сокове), и под процепа се издълбава резонансна кухина и път за въздуха, кората се нахлузва обратно.